# Karla Paula Henry
Karla Paula Ginteroy Henry (sinh ngày 23 tháng 5 năm 1986 tại Cebu, Philippines) là Hoa hậu Trái Đất 2008.

## Các cuộc thi sắc đẹp
Năm 2006, Karla Henry tham gia cuộc thi Hoa hậu Cebu và ra về với giải Á hậu 2.

Cô bắt đầu gây được sự chú ý khi tham dự cuộc thi nhan sắc danh tiếng Hoa hậu Philippines 2008. Dù là một trong những thí sinh rất được ưa thích, Karla vẫn không lọt vào Top 10 người đẹp nhất năm đó. 

Karla một lần nữa tham dự cuộc thi Hoa hậu Trái Đất Philippines 2008, đại diện thành phố Cebu. Đêm chung kết được tổ chức tại Crowne Plaza Galleria thuộc khu vực Ortigas, thành phố Mandaluyong vào ngày 11 tháng 5 năm 2008. Cô dễ dàng đăng quang ngôi vị cao nhất và được trao vương miện bởi tiền nhiệm Jeanne Angeles Harn. 

Với danh hiệu giành được, cô đại diện nước nhà tại Hoa hậu Trái Đất 2008 và đã trở thành phụ nữ Philippines đầu tiên đăng quang ngôi vị cao nhất của cuộc thi được tổ chức tại Nhà hát vòng tròn Clark Expo thuộc thành phố Angeles, Pampanga, Philippines vào ngày 9 tháng 11 năm 2008. Ngoài ra, cô còn chiến thắng giải thưởng phụ Hoa hậu Ảnh (Miss Photogenic). Đây là lần đầu tiên trong lịch sự cuộc thi khi một thí sinh nước chủ nhà đăng quang trên quê hương mình. Và đối với Philippines - nơi tổ chức cuộc thi cũng trở thành nước Á Châu đầu tiên có thí sinh giành được ngôi vị hoa hậu.